# Giorgio Scarlatti
Pour les articles homonymes, voir Scarlatti.
Giorgio Scarlatti, né le 2 octobre 1921 et mort le 26 juillet 1990 à Rome, est un pilote automobile italien. Depuis 1956, il a participé à 15 Grands Prix de Formule 1.

## Résultats en championnat du monde de Formule 1
| Saison | Écurie                              | Châssis                  | Moteur                                         | Pneus   | GP disputés | Points inscrits | Classement |
| ------ | ----------------------------------- | ------------------------ | ---------------------------------------------- | ------- | ----------- | --------------- | ---------- |
| 1956   | Scuderia Centro Sud                 | Ferrari 500              | Ferrari 4 en ligne                             | Pirelli | 1           | 0               | n.c.       |
| 1957   | Officine Alfieri Maserati           | Maserati 250F            | Maserati 6 en ligne                            | Pirelli | 4           | 4               | 20e        |
| 1958   | Privé                               | Maserati 250F            | Maserati 6 en ligne                            | Pirelli | 2           | 0               | n.c.       |
| 1959   | Scuderia Ugolini Cooper Car Company | Maserati 250F Cooper T51 | Maserati 6 en ligne Coventry Climax 4 en ligne | Dunlop  | 2           | 0               | n.c.       |
| 1960   | Privé Scuderia Castellotti          | Maserati 250F Cooper T51 | Maserati 6 en ligne                            | Dunlop  | 2           | 0               | n.c.       |
| 1961   | Scuderia Serenissima                | De Tomaso F1             | O.S.C.A. 4 en ligne                            | Dunlop  | 1           | 0               | n.c.       |

## Résultats aux 24 heures du Mans
| Année | Châssis            | Écurie                            | Coéquipier      | Résultat |
| ----- | ------------------ | --------------------------------- | --------------- | -------- |
| 1957  | Maserati 300S      | Officine Alfieri Maserati         | Joakim Bonnier  | Abandon  |
| 1959  | Ferrari Dino 196 S | Scuderia Ferrari                  | Giulio Cabianca | Abandon  |
| 1960  | Maserati Tipo 61   | Camoradi USA Racing Team          | Gino Munaron    | Abandon  |
| 1962  | Ferrari 250 GTO    | Scuderia SSS Republica di Venezia | Nino Vaccarella | Abandon  |